# Музеї
Музеї (італ. Musei, сард. Musei) — муніципалітет в Італії, у регіоні Сардинія,  провінція Карбонія-Іглезіас.
Музеї розташоване на відстані близько 440 км на південний захід від Рима, 40 км на захід від Кальярі, 22 км на північний схід від Карбонії, 12 км на схід від Іглезіас.
Населення — 1560 осіб (2014).
Щорічний фестиваль відбувається 31 липня. Покровитель — Sant'Ignazio di Loyola.

## Демографія
Населення за роками:

Станом на 1 січня 2023 року в муніципалітеті офіційно проживало 9 іноземців з 7 країн, серед них 1 громадянин країн Євросоюзу.

## Сусідні муніципалітети
- Домузновас
- Іглезіас
- Сілікуа
- Вілламассарджа